# Frank Blechschmidt
Frank Ludwig Blechschmidt (* 25. März 1961 in Frankfurt am Main) ist ein deutscher Kommunal- und Landespolitiker (FDP) und. Er war von 2009 bis 2014 und von 2017 bis 2018 Abgeordneter des Hessischen Landtags.

## Werdegang
Blechschmidt studierte von 1980 bis 1985 Rechtswissenschaft an der Johann Wolfgang Goethe-Universität in Frankfurt am Main. Danach folgte ein einjähriges Aufbaustudium des englischen Rechts „Diplom of English Legal Studies“ an der University of Bristol. Im Juli 1988 promovierte er zum Doktor der Rechtswissenschaft und legte im Dezember 1989 das zweite juristische Staatsexamen ab.
Von 1992 bis heute ist er als selbständiger Rechtsanwalt in einer Kanzlei in Bad Homburg vor der Höhe niedergelassen. Sein fachlicher Schwerpunkt liegt im Arbeitsrecht (Fachanwalt für Arbeitsrecht seit 1997). Seit 2008 ist Blechschmidt auch als Notar tätig.
Seine politische Laufbahn begann 1979 mit dem Eintritt in die FDP. Von 1986 bis 2013 war er Abgeordneter im Kreistag des Hochtaunuskreises und führte dort seit April 1997 den Vorsitz der FDP-Fraktion, ebenso leitete er bis zur Kommunalwahl im März 2011 den dortigen Haupt- und Finanzausschuss. Von 1992 bis 2000 war er Vorsitzender des FDP-Kreisverbandes Hochtaunus.
Er kandidierte bei den Landtagswahlen 2003, 2008, 2009 und 2013 im Wahlkreis Hochtaunus I. Nach der Landtagswahl im Januar 2009 zog er über die FDP-Landesliste als Abgeordneter in den Hessischen Landtag ein. Dort gehört er dem Fraktionsvorstand der FDP-Fraktion an. Er war Mitglied im Innenausschuss und Vorsitzender des Rechts- und Integrationsausschusses des Hessischen Landtages. Im März 2012 wurde er zum parlamentarischen Geschäftsführer der FDP-Landtagsfraktion gewählt.
Bei der Landtagswahl in Hessen 2013 wurde Blechschmidt nicht erneut in den Landtag gewählt und schied mit dem Ende der 18. Legislaturperiode im Januar 2014 aus dem Landtag aus. Durch den Mandatsverzicht des bisherigen Fraktionsvorsitzenden Florian Rentsch rückte Blechschmidt im Juni 2017 wieder in den Hessischen Landtag nach.
Blechschmidt legte sein Mandat zum 31. Juli 2018 nieder. Für ihn rückte Stefan Müller in den Landtag nach.

## Weblink
- Dr. jur. Frank Ludwig Blechschmidt. Abgeordnete. In: Hessische Parlamentarismusgeschichte Online. HLGL & Uni Marburg, abgerufen am 14. September 2024 (Stand 28. November 2023).